# Project X (Software)
Project X ist eine freie Software zur Entmischung (Demultiplexen, kurz „demux“) und Nachbearbeitung von Digitalfernsehen-Datenströmen (DVB), die als Dateiaufzeichnung vorliegen.

## Beschreibung
Project X eignet sich zum Entmischen von Video-, Audio- und sonstigen Daten aus einem MPEG-2-Transportstrom. Wie ein Hardware-Dekoder zerlegt Project X MPEG2-Datenströme in ihre Bestandteile, überprüft sie dabei auf Fehler und sorgt für genaue Synchronisierung.
Folgende Streamformate werden unterstützt (Single-TS/Multiple-TS und PS):
- DVB MPEG-2 Transport Stream (DVB MPEG2 TS), MPTS (Multiple Program Transport Stream)
- Packet Video Audio (PVA, PSV, PSA, PAV)
- MPEG Program Stream (MPEG1/2 PS)
- Linux Video Disc Recorder (Linux VDR)
- Packetized Elementary Stream (PES RAW Streams)
- Elementary Stream (ES Streams)

Auch eine Konvertierung zu VDR/M2P/PVA/TS ist möglich.
Soweit möglich, werden alle gängigen europäischen DVB-Bild-, Ton- und Untertitelformate verarbeitet.

## Unterstützte Plattformen
Project X basiert auf Java und ist deshalb plattformunabhängig. Die Software hat eine Oberfläche in Englisch und Deutsch.

## Programmcode
Um die neuesten Entwicklungen von Project X nutzen und testen zu können, kann man aus dem „CVS Repository“ bei SourceForge die neuesten Project-X-Dateien laden. Es gibt verschiedene Programme, darunter „TortoiseCVS“, die genau solche Aufgaben erfüllen.

## Testberichte
Das meint die netzwelt-Redaktion: „Die Video Tools & Plugins-Software Project X überzeugt mit seinen zahlreichen Funktionen. Dank der intuitiven, benutzerfreundlichen Oberfläche ist die Handhabung denkbar einfach. Jedoch kann sich der Kompiliervorgang für ungeübte Nutzer als aufwändig erweisen.“
Die Redaktion von WinTotal bewertet Project X mit 5 von 6 möglichen Punkten. Auf der Website werden zusätzliche kostenlose Plugins angeboten.